# PSR J1906+0746
 (avril 2015).
Si vous disposez d'ouvrages ou d'articles de référence ou si vous connaissez des sites web de qualité traitant du thème abordé ici, merci de compléter l'article en donnant les références utiles à sa vérifiabilité et en les liant à la section « Notes et références ».
PSR J1906+0746 est un pulsar détecté le 27 septembre 2004 par le radiotélescope d'Arecibo dans la partie boréale de constellation équatoriale de l'Aigle. Il est une des composantes d'un système binaire. Son compagnon, plus massif, n'est pas un second pulsar mais une autre étoile à neutrons voire une naine blanche. Il fait partie des quelques pulsars binaires découverts à ce jour (2007) et possède une orbite particulièrement serrée, sa période orbitale étant inférieure à 4 heures, ce qui en fait le second pulsar binaire le plus serré connu à ce jour, après le pulsar double J0737-3039. En particulier, son orbite est plus serrée que celle du premier pulsar binaire découvert, PSR B1913+16 et est siège d'importants effets de relativité générale mis en évidence par l'évolution séculaire de son orbite. Il est également, et de loin, le plus jeune pulsar binaire connu. Cette caractéristique laisse entrevoir la possibilité que les pulsars binaires ne sont pas des objets rarissimes et que par conséquent, leur nombre peut-être plus élevé que prévu rend plus probable l'observation d'ondes gravitationnelles émises lors de la fusion des deux astres d'un tel système binaire.
Il est le premier pulsar connu devenu inobservable depuis la Terre à cause d'un effet relativiste appelé la précession géodétique ou précession de Sitter.

## Découverte et localisation
PSR J1906+0746 a été découvert courant 2004 au radiotélescope d'Arecibo (Porto Rico). L'annonce de sa découverte a été faite en 2005 et publiée en 2006. Ses signaux avaient auparavant été observés au radiotélescope de Parkes en 1998, avec un rapport signal sur bruit suffisamment élevé pour permettre une détection, mais d'importantes interférences de période proches de la période de rotation du pulsar avaient alors empêché sa mise en évidence. Comme la majeure partie des pulsars jeunes, PSR J1906+0746 est situé à proximité du plan galactique, seul lieu connu de formation des étoiles suffisamment massives pour exploser en supernova et donner naissance à des pulsars. Sa latitude galactique est de 0,1° seulement.

## Caractéristiques physiques
L'astre observé comme pulsar a une période de rotation de 144 millisecondes. Son âge estimé par la méthode de l'âge caractéristique est de 112 000 ans environ. Cette période plutôt courte en fait un pulsar relativement jeune. Sa masse totale est d'environ 2,61 masses solaires, compatible avec l'hypothèse que le système est composé de deux étoiles à neutrons. Cette valeur de la masse totale demeure cependant inférieure au double de la masse de Chandrasekhar, laissant ouverte la porte à l'hypothèse que le compagnon du pulsar soit une naine blanche. Plus précisément, l'analyse des signaux reçus permet de déterminer une certaine combinaison appelée fonction de masse, dépendant des masses des deux pulsars et de l'inclinaison de son plan orbital. Combiné à l'observation de la précession du périastre du système, on en déduit une masse totale de 2,61 masses solaires pour une fonction de masse de 0,11 masse solaire. Avec une masse minimale connue pour une étoile à neutron de 1,25 masse solaire (dans PSR J0703-3039), la masse du compagnon est selon toute vraisemblance comprise entre 1,17  et   1,36 masse solaire.
Des recherches approfondies en optique ou radio n'ont pas permis de détecter ce compagnon, dont la nature exacte est par conséquent en 2007 inconnue. Il ne s'agit probablement pas d'une étoile de la séquence principale, qui serait aisément observable à cette distance. Selon toute vraisemblance, il s'agit donc d'un objet compact, mais probablement pas d'un trou noir du fait des contraintes portant sur la masse totale du système. Restent donc les hypothèses d'une naine blanche (si sa masse est dans la fourchette basse de l'estimation ci-dessus), ou d'une étoile à neutrons (dans le cas contraire). Les recherches entreprises jusqu'en 2008 n'ont pas permis de mettre en évidence ce compagnon. L'absence de détection dans le domaine des ondes radio implique, étant donné les moyens mis en œuvre, que s'il s'agit d'un pulsar, alors sa densité de flux est, selon toute vraisemblance, inférieure à 5 microjanskys, ce qui le mettrait parmi le petit 0,5 % des pulsars les moins lumineux détectés depuis la Terre. La recherche d'une contrepartie optique à ce compagnon, dans le cas où celui-ci est une naine blanche, n'a pas non plus donné de résultats. Si la naine blanche est née à la même époque que le pulsar, alors, partant de la distance estimée du pulsar, sa magnitude apparente est de 24. Si la naine blanche est plus âgée (un million d'années par exemple), sa magnitude pourrait atteindre 29, le rendant de fait inobservable avec les moyens actuels. Une autre possibilité de détection (indirecte) du compagnon serait la mise en évidence d'une variation du profil du signal périodique émis du fait des interactions avec la magnétosphère de l'autre astre, qui serait dans ce cas une étoile à neutrons. Un tel phénomène est observé dans PSR J0737-3039, mais risque d'être fortement atténué ici, du fait de la plus grande extension de l'orbite du système.

## Caractéristiques orbitales
L'orbite de PSR J1906+0746 peut pendant un temps relativement bref être décrite de façon satisfaisante par les lois de la gravitation universelle. Cependant, sur le long terme, elle s'en écarte sensiblement, en raison du fait que le champ gravitationnel subi par chacun des astres du système est suffisamment important pour que des effets issus de la relativité générale aient à être pris en compte. Les écarts au comportement prédit par la gravitation universelle sont mis en évidence par des quantités appelées paramètres post-képlériens.
La période orbitale du système est de 3,98 heures. Son excentricité est modérée, étant mesurée à 0,085. Ce système émet, comme tous les pulsars binaire en orbite resserrée des ondes gravitationnelles provoquant une lente usure de l'orbite, et par suite une diminution de sa période orbitale. Cette usure de l'orbite amènera à terme les deux astres à entrer en collision, dont résultera un trou noir. Le temps séparant l'époque actuelle de la coalescence demeure très long : environ 300 millions d'années. Ce temps est significativement plus long que le temps de coalescence de PSR B1913+16, pourtant en orbite moins resserrée. La raison à cela est que cet autre pulsar binaire émet des ondes gravitationnelles à un taux plus élevé que PSR J1906+0746 du fait de son excentricité orbitale bien plus élevée. La connaissance d'un tel système, même loin de sa phase de coalescence reste cruciale pour l'étude future des ondes gravitationnelles, car il permet d'envisager de proposer une estimation sur le taux de formations de tels systèmes et par suite d'estimer le taux de coalescences attendu dans un volume donné, mesurant éventuellement plusieurs centaines de millions d'années-lumière, correspondant à la région où une telle coalescence serait identifiable par les détecteurs d'ondes gravitationnelles tels Virgo et LIGO. Le taux de formation de systèmes tels PSR B1906+0746 est estimé à un tous les 60 millions d'années dans notre Galaxie (voir ci-dessous).
D'autres effets relativistes sont également observables dans ce système, notamment la précession du périastre prédite par la relativité générale, qui vaut ici 7,57 degrés par an, soit près du double de PSR B1913+16 (et moitié moins que PSR J0737-3039). L'inclinaison du plan orbital du système est contrainte par la valeur de l'avance du périastre et la fonction de masse du système. Elle est considérée comme étant comprise entre 42° et 51°. Une telle valeur ne permet malheureusement pas de mesurer l'effet Shapiro, c'est-à-dire le léger retard des signaux du pulsar quand ceux-ci passent au voisinage du compagnon. Sans effet Shapiro ou observations d'un signal émis par le compagnon, il demeure impossible d'espérer mesurer séparément et précisément les masses individuelles des deux astres.
Enfin, on observe une lente variation du profil du signal émis par ce pulsar, phénomène également observé dans plusieurs autres pulsars binaires (PSR B1913+16, PSR J0737-3039, PSR B1534+12, PSR J1141−6545). L'interprétation usuelle de ce phénomène est que l'axe de rotation du pulsar change au cours du temps, en raison d'un phénomène de précession appelé précession géodétique. La relativité générale prédit en effet qu'un objet en rotation sur lui-même et en orbite autour d'un autre objet sera le siège d'une variation de son moment cinétique propre (et de son axe de rotation, donc) résultant de l'existence de son moment cinétique orbital. Par analogie avec un phénomène semblable observé en mécanique quantique, on parle de couplage spin-orbite, ou de précession géodétique. La période de ce phénomène de précession dépend des masses relatives des deux astres du système et est comprise, en tenant compte des contraintes existant sur celles-ci, entre 164  et   225 ans. Pour l'heure, le phénomène de précession géodétique amène peu à peu le faisceau du pulsar dans une configuration plus favorable du point de vue observationnel : le pulsar apparaît plus lumineux dans le domaine radio aujourd'hui qu'il n'était lors de son observation non détectée de 1998. Il n'est cependant pas possible de prédire aujourd'hui pendant combien de temps cette tendance se produira ou à partir de quand le pulsar est susceptible de devenir inobservable comme cela sera semble-t-il le cas pour PSR B1913+16 à partir de 2025 et ce pour plusieurs décennies.

## Scénario de formation
Dans l'hypothèse où le compagnon du pulsar est une naine blanche, le scénario le plus probable est celui d'un système binaire composé d'étoiles de masse modérée (inférieure à 8 masses solaires chacune). Le passage de l'une de ces étoiles par la phase de géante rouge a provoqué un transfert de masse de celle-ci vers son compagnon, qui a pu connaître une explosion en supernova, au moment où l'autre donnait naissance à une naine blanche. D'autres pulsars tels PSR B2303+46 et PSR J1141-6545 sont suspectés d'avoir connu un tel scénario. Dans l'hypothèse où le compagnon est une étoile à neutrons, alors sans doute le scénario est-il semblable à celui communément accepté pour le pulsar double PSR J0737-3039 : l'étoile la plus massive donne naissance avant la seconde à un premier pulsar. Lors de l'évolution de la seconde étoile, celle-ci perd de la masse accrétée par l'étoile à neutrons, qui devient alors un pulsar milliseconde, puis la seconde étoile explose en supernova. Le pulsar de PSR J1906+0746 étant jeune, son compagnon devrait être, s'il est un jour détecté comme pulsar, un pulsar milliseconde.

## Implications sur le nombre de pulsars binaires
L'âge relativement jeune de J1906+0746 apparaît intrigant. Le temps pendant lequel un pulsar est suffisamment énergétique pour être observable (10  à   100 millions d'années) est 100  à   1 000 fois plus grand que l'âge caractéristique de ce pulsar. Il apparaît de fait probable que le nombre de pulsars binaires de notre Galaxie doit être suffisamment important pour que l'observation d'un pulsar aussi jeune dans cette population ne soit pas trop rare. Dans le même ordre d'idées, les simulations indiquent qu'étant donné la sensibilité des instruments utilisés pour détecter ce pulsar, et étant donné la portion de ciel couverte, seul un objet de ce type sur 40 n'est en moyenne détectable, aussi cet objet apparaît-il signe de la présence d'une large population d'objets similaires dans notre seule galaxie.
Il reste cependant possible que l'âge caractéristique de ce pulsar ne reflète pas son âge réel : si les caractéristiques observationnelles (notamment la polarisation de son faisceau) de cet objet sont semblables à celle d'autres pulsars ayant le même âge caractéristique, aucun rémanent de supernova n'est observé ; or le pulsar est a priori suffisamment jeune pour que le rémanent issu de l'explosion qui lui a donné naissance soit encore observable.
Dans l'hypothèse, aujourd'hui jugée vraisemblable, où des objets du type de PSR J1906+0746 sont effectivement suffisamment nombreux pour que leur détection ne soit pas le fruit d'un heureux hasard, le taux de formation de ce type d'objet semble être de l'ordre de 1 tous les 60 millions d'années dans notre Galaxie.